# Microrregión de Ijuí
La microrregión de Ijuí es una de las microrregiones del estado brasilero de Rio Grande do Sul perteneciente a la mesorregión Noroeste Rio-Grandense. Su población fue estimada en 2005 por el IBGE en 183.142 habitantes y está dividida en quince municipios. Posee un área total de 5.100,402 km².

## Municipios
- Ajuricaba
- Alegria
- Augusto Pestana
- Bozano
- Chiapetta
- Condor
- Coronel Barros
- Coronel Bicaco
- Ijuí
- Inhacorá
- Nova Ramada
- Panambi
- Pejuçara
- Santo Augusto
- São Valério do Sul

- Datos: Q2552351